# Денискино (сельское поселение Денискино)
Дени́скино — село в Шенталинском районе Самарской области, административный центр сельского поселения Денискино.

## География
Село находится на расстоянии примерно 9 км (по прямой) на северо-восток от районного центра станции Шентала.

## История
Село впервые упоминается в материалах в "сказке о государственных черносошных крестьянах (чуваши, мордва, татары), служилых татарах и чувашах Бугульминского ведомства Оренбургского уезда" за 1762 год под названием "Бехметево, Денискино тож, на речке Черемшан". 
Выходцы из Денискино в конце XVIII века (между 1762 и 1784 гг.) основали деревню Токмак-Каран на реке Ашкадар Оренбургского уезда. Впоследствии в конце XIX века переименованное в Денискино Федоровского района республики Башкортостан.

## Население
| 2010 |
| ---- |
| 1128 |

Постоянное население составляло 1341 человек (татары 99 %) в 2002 году, 1128 человек в 2010 году.

## Религия
Мечети
- Мечеть